# Gnophomyia emarginata
Gnophomyia emarginata är en tvåvingeart som beskrevs av Alexander 1945. Gnophomyia emarginata ingår i släktet Gnophomyia och familjen småharkrankar.
Artens utbredningsområde är Panama. Inga underarter finns listade i Catalogue of Life.